# Xiao Sheng Xian

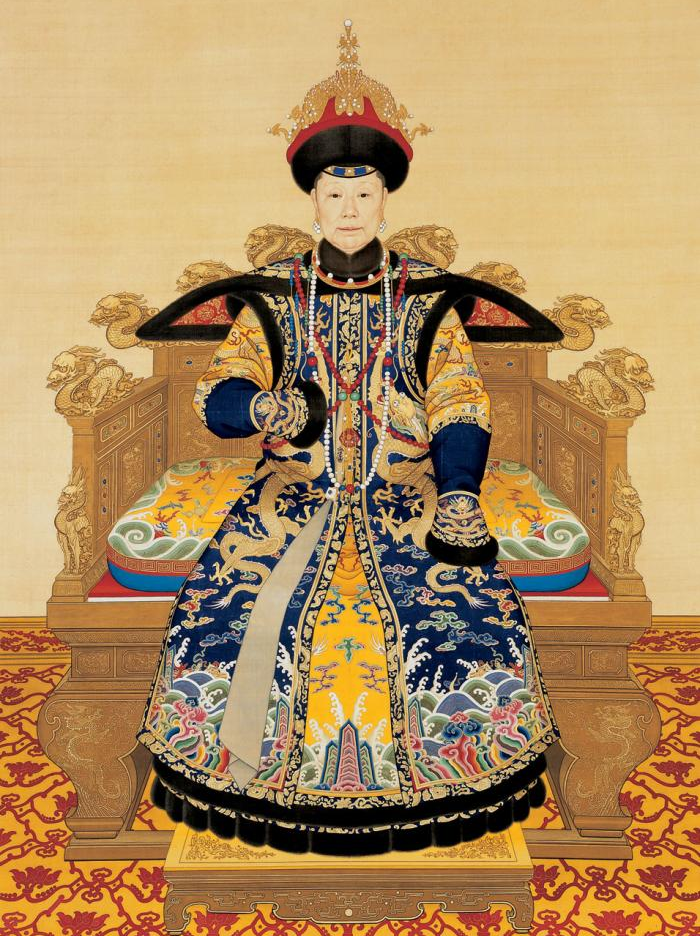
Keizerin Xiao Sheng Xian

Xiao Sheng Xian (Chinees: 孝圣宪皇后) (1 januari 1693– Oude Zomerpaleis, 2 maart 1777) was keizerin van China, vrouw van keizer Yongzheng en moeder van de glorieuze keizer Qianlong.

## Biografie
Keizerin Xiao Sheng Xian kwam van de Mantsjoestam Niuhuru (钮钴禄) wat wolf betekent. Zij was de dochter van baron Lingzhu (凌柱) en afstammeling van een neef van Eidu "hielp Nurhaci met het oprichten van de Latere Jin-dynastie". Zij werd geboren in het 31e regeringsjaar van keizer Kangxi.
Toen prins Yinzhen nog geen keizer was, werd zij een bijvrouw van hem. Zij betrad zijn appartementen in het Yuan Ming Yuan-zomerpaleis. Vlak daarna zou zij de titel dame verwerven. In 1711 schonk ze het leven aan een zoon, prins Hongli. Hongli werd niet door haar grootgebracht maar door bijvrouwen van zijn grootvader, keizer Kangxi. In 1722 stierf keizer Kangxi; prins Yinzhen volgde hem op als keizer Yongzheng. Tijdens zijn regeringsperiode werd zij bijvrouw derde rang Xi (憙妃) en na het overlijden van Yongzhengs keizerin in 1831 werd zij gepromoveerd naar bijvrouw tweede rang (憙贵妃). Hierdoor werd zij hoofd van het keizerlijk huishouden.

## Was keizerin Xiao Sheng Xian echt Qianlongs moeder?
Volksverhalen en geruchten hebben in China de ronde gedaan dat Qianlong niet haar zoon was. Hij zou een zoon geweest zijn van een vrouw met wie Yongzheng geslapen heeft tijdens een van zijn reizen. Anderen zeggen dat Kangxi zijn troonopvolger koos door te kijken naar de ambities van zijn kleinzonen. Omdat Yongzheng een geschikte opvolger was maar niet zijn zoon, werd hij verwisseld met iemand anders. Deze jongen zou Yongzheng opvolgen als keizer Qianlong.

## Leven als keizerin-weduwe
In 1735 stierf keizer Yongzheng en haar zoon volgde hem op als keizer Qianlong. Als moeder van de nieuwe keizer werd zij geëerd met de titel keizerin-weduwe Chong Qing (崇庆皇太后). Qianlong had veel over voor zijn moeder. De relatie tussen beiden was dus ook goed. Zo nam keizer Qianlong zijn moeder mee op al zijn reizen. Zo werden de reizen meestal op haar naam genoteerd in de documenten. Toen zij echter te oud werd, stopte Qianlong met reizen om na haar dood weer verder te gaan. Haar zestigste verjaardag werd uitbundig gevierd en de straat tussen het zomerpaleis en haar appartementen in de Verboden Stad werd helemaal versierd. Hij liet ook een enorme tuin voor haar aanleggen bij het Yuan Ming Yuan zomerpaleis.
Keizerin-weduwe Chong Qing hield zich duidelijk bezig met de harem van haar zoon. Zo gaf zij vaak haar zoon de opdracht om enige van zijn bijvrouwen te promoveren. Dit leidde tot de promotie van een bijvrouw van de Ulanara-stam tot keizerin. Zij zou in 1766 echter gedegradeerd worden en overleed in datzelfde jaar. Zij zou haar haren hebben geknipt. Mantsjoes knipten hun haar alleen maar na de dood van iemand. Zij zou waarschijnlijk daardoor Qianlong of zijn moeder hebben beledigd die toen 55 en 74 jaar waren.
In 1777 overleed keizerin weduwe Chong Qing op hoge leeftijd van 85 jaar. Zij werd begraven in het Tailing-mausoleum. Na haar dood werd haar de titel keizerin Xiao Sheng Xian geschonken. Ook werd er een gouden stoepa gemaakt, waarin een stuk van haar haren zit. Deze stoepa werd geplaatst in een van haar appartementen in de Verboden Stad.

## Vereerde titels
Als moeder van een keizer werd zij vereerd met titels. Tijdens bepaalde gebeurtenissen kreeg zij titels erbij die gepaard gingen met een geldbedrag dat zij ontving. Tijdens haar leven was haar volledige titel als volgt:
- Keizerin weduwe Chong Qing Ci Xuan Kang Hui Dun He Yu Shou Chun Xi Gong Yi Qi Ning Yu (崇德慈宣康惠敦和裕寿纯禧恭懿安祺宁豫皇太后).

Na het overlijden werd zij ook met titels vereerd en zelfs gepromoveerd naar keizerin wat de gewoonte was als moeder van een keizer.
- Keizerin Xiao Sheng Ci Xuan Kang Hui Tun He Cheng ? Ren Mu Jing Tian Guang Sheng Xian (孝圣慈宣康惠敦和诚徽仁穆敬天光圣宪皇后).

## bronnen|bronvermelding
- Splendors of China's Forbidden City "The glorious reign of Emperor Qianlong" ISBN 1858942039
- De Verboden Stad, ISBN 90-6918-065-0
- Daily Life in the Forbidden City, Wan Yi, Wang Shuqing, Lu Yanzhen ISBN 0-670-81164-5